# 26th Illinois Infantry
Le 26th Regiment Illinois Volunteer Infantry est un régiment d'infanterie qui sert dans l'armée de l'Union pendant la guerre de Sécession.

## Service
Le 26th Illinois Infantry est organisé au Camp Butler, en Illinois et entre au service fédéral le 31 août 1861.
Le régiment est libéré du service le 20 juillet 1865.

## Force et pertes totales
Les pertes du régiment s'élèvent à 2 officiers et 88 soldats qui sont tués ou mortellement blessés et 2 officiers et 194 soldats qui sont morts de maladie, soit un total de 286 décès.

## Commandants
- Colonel John M. Loomis - a démissionné le 30 avril 1864.
- Lieutenant-colonel Robert A. Gilmore - a démissionné le 14 avril 1863.
- Lieutenant-colonel Ira J. Bloomfield - a quitté le service avec le régiment[2].